# Bosco di Lison
Bosco di Lison este o arie protejată (arie specială de conservare — SAC, sit de importanță comunitară — SCI, arie de protecție specială avifaunistică — SPA) din Italia întinsă pe o suprafață de 5,56 ha, integral pe uscat.

## Localizare
Centrul sitului Bosco di Lison este situat la coordonatele 45°44′52″N 12°44′34″E / 45.747778°N 12.742778°E.

## Înființare
Situl Bosco di Lison a fost declarat sit de importanță comunitară în septembrie 1995 pentru a proteja 9 specii de animale. Alte tipuri de protecție:
- arie de protecție specială avifaunistică (în august 2003)
- arie specială de conservare (în iulie 2018)[1][2][3]

## Biodiversitate
Situată în ecoregiunea continentală, aria protejată conține 1 habitat natural: Păduri mixte riverane de Quercus robur, Ulmus laevis și Ulmus minor, Fraxinus excelsior sau Fraxinus angustifolia, de-a lungul marilor râuri (Ulmenion minoris).
La baza desemnării sitului se află mai multe specii protejate:
- păsări (5): fâsă-de-câmp (Anthus campestris), caprimulg (Caprimulgus europaeus), erete vânăt (Circus cyaneus), șoim de iarnă (Falco columbarius), sfrâncioc roșiatic (Lanius collurio)
- amfibieni (2): izvoraș-cu-burta-galbenă (Bombina variegata), Rana latastei
- nevertebrate (1): rădașcă (Lucanus cervus)
- reptile (1): țestoasa de baltă (Emys orbicularis)

Pe lângă speciile protejate, pe teritoriul sitului au mai fost identificate 4 specii de plante, 1 specie de mamifere.